# Casa con dos puertas, mala es de guardar
Casa con dos puertas, mala es de guardar es una obra de teatro del dramaturgo español Pedro Calderón de la Barca escrita en 1629.

## Argumento
El capitán Lisardo regresa a España, tras una estancia en Flandes, y se instala en casa de Félix, un buen amigo suyo. Por azares conoce y se enamora de la bella Marcela, que resulta ser hermana de Félix, circunstancia que desconoce Lisardo. Por su parte, Félix queda prendado de Laura, la amiga de su hermana. A partir de esa premisa, se suceden las situaciones equívocas y cómicas. Tras mucho enredo, malentendidos y entradas y salidas por las dos puertas de la casa y la intervención de Don Fabio, padre de Laura y pretendiente de Marcela, la obra culmina con la celebración de sendos matrimonios de las parejas enamoradas.

## Representaciones destacadas
Entre las representaciones de la obra desde el siglo XVIII, pueden mencionarse las siguientes:
- Teatro de la Cruz, Madrid, 1798.
  - Intérpretes: Rita Luna.[4]

- Teatro Español, Madrid, 1849. En la inauguración del teatro, con el nombre que aún conserva.[5]
  - Intérpretes: Julián Romea.

- Primera fila de TVE, 18 de marzo de 1964.
  - Intérpretes: Mercedes Barranco, María del Puy, Paco Morán, Fernando Delgado.

- Teatro Beatriz, Madrid, 1980.[6]
  - Dirección: Manuel Canseco.
  - Intérpretes: Julia Trujillo, Josefina Calatayud, José María Guillén, Ángel Egido, Maribel Rivera, Verónica Forqué, Francisco Ruiz.

- Teatro Principal, Orense, 2002.[7]
  - Adaptación: Adolfo Marsillach.
  - Producción: Juanjo Seoane.
  - Intérpretes: María José Goyanes, Juan Carlos Naya, Alejandro Navamuel, Antonio Mayans.

- Jardines del Galileo, Madrid, 2007.[8]
  - Dirección: Manuel Canseco.
  - Intérpretes: Alejandra Torray (Marcela), Candela Rabal (Silvia, su criada), Alberto Maneiro (Lisardo) Pablo Alonso (Calabazas, su criado), Gabriel Moreno (Félix), Cristina Palomo (Celia), Miguel Foronda (Fabio), Maribel Lara (Laura).